# Aventuras de Juan Lucas
Aventuras de Juan Lucas es una película española de aventuras estrenada en 1949, dirigida por Rafael Gil y protagonizada en los papeles principales por Fernando Rey y Marie Déa.
La película está basada en la novela homónima de Manuel Halcón, publicada en 1944.

## Sinopsis
Juan Lucas, siguiendo los pasos de su padre, se convierte por azar en uno de los bandoleros más famosos de las montañas de Sierra Morena, donde campa a su antojo a la vez que ayuda a la resistencia local frente a las tropas napoleónicas. Está enamorado de Ana, la hija del conde Gabaldín, aunque dicho amor es imposible debido a la diferencia de posición social, ya que él es un bandido plebeyo y ella forma parte de una poderosa familia.

## Reparto
- Fernando Rey como Juan Lucas
- Marie Déa	como Ana Romero de los Viejos
- Manolo Morán como Chano
- Juan Espantaleón	como D. Martín Romero de los Viejos
- Julia Caba Alba como Curandera
- Rafael Calvo	como Monje
- Manuel Dicenta como Escudero
- Ricardo Acero	como Carlos Romero de los Viejos
- Fernando Fernández de Córdoba	como General
- Manuel Kayser como Enfermo
- Joaquín Roa como Telescopio
- Ramón Elías como hombre de Juan Lucas
- Manuel Arbó como Capitán José Cherín
- José Prada como Paje de Ana
- Jacinto San Emeterio como Enviado del General Castaños
- Manuel Requena como Panecito
- José Franco como Hombre víctima de la emboscada
- Rufino Inglés	como Cojo
- Casimiro Hurtado como Traidor
- Manuel Aguilera como Monje que recoge a Juan
- Manuel Guitián como Enfermero
- José Nieto